# Docufictie

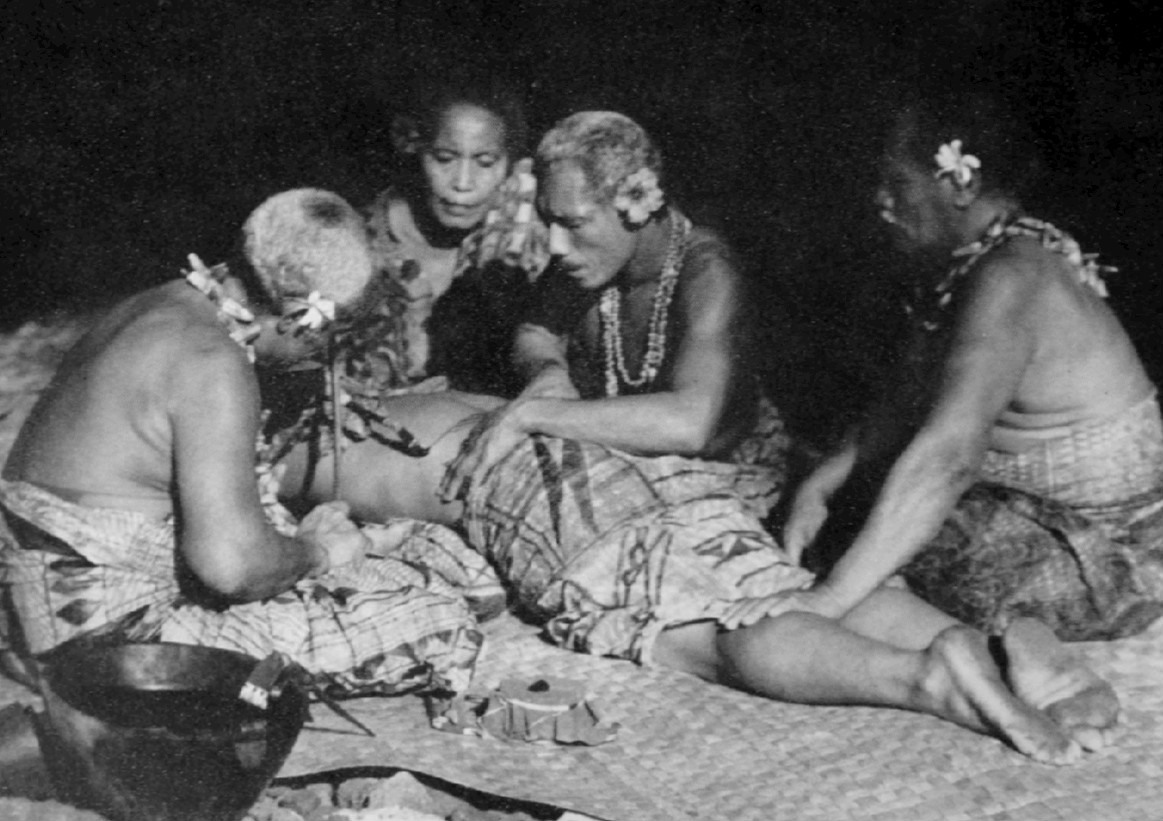
Moana, van Robert J. Flaherty, de eerste docufictie in de filmgeschiedenis (1926)

Een docufictie (of docu-fictie), vaak verward met docudrama, is een cinematografische combinatie van documentaire en fictie, waarbij deze term vaak verhalende film betekent. Het is een filmgenre dat de werkelijkheid probeert vast te leggen zoals zij is (als directe film of cinéma vérité) en dat tegelijkertijd onwerkelijke elementen of fictieve situaties in het verhaal introduceert om de weergave van de werkelijkheid te versterken met een soort artistieke expressie.
Meer precies gaat het om een documentaire vermengd met fictieve elementen, in reële tijd, gefilmd op het moment dat de gebeurtenissen plaatsvinden, en waarin het hoofdpersonage of de hoofdpersonages - vaak vertolkt door niet-professionele of amateur-acteurs - in wezen zichzelf spelen, of licht gefictionaliseerde versies van zichzelf, in een gefictionaliseerd scenario. In die zin kan docufictie tot op zekere hoogte overlappen met sommige aspecten van de mockumentary-formule, maar de termen zijn geen synoniemen.
Het is een groeiend filmgenre, overgenomen door een aantal experimentele filmmakers. 
Het neologisme docufictie dook op in het begin van de 21e eeuw. Het wordt nu algemeen gebruikt in verschillende talen en wordt algemeen aanvaard voor classificatie door internationale filmfestivals.

## Eerste docuficties per land
- 1926, Verenigde Staten: Moana, Robert J. Flaherty
- 1930, Portugal: Maria do Mar, José Leitão de Barros
- 1932, Frankrijk: L'or des mers, Jean Epstein
- 1948, Italië: La terra trema, Luchino Visconti
- 1952, Japan: Kinderen van Hiroshima, Kaneto Shindo
- 1963, Canada: Pour la suite du monde, Pierre Perrault et Michel Brault
- 1981, Marokko: Transes, Ahmed El Maânouni
- 1988, Guinee-Bissau: Mortu Negra, Flora Gomes
- 1990, Iran: Close-Up, Abbas Kiarostami
- 1991, Finland: Zombie ja Kummitusjuna, Mika Kaurismäki
- 2002, Brazilië: Cidade de Deus, Fernando Meirelles en Kátia Lund
- 2005, Irak: Underexposure, Oday Rasheed

## Andere opmerkelijke voorbeelden
- 1931, Tabu: A Story of the South Seas, Friedrich Wilhelm Murnau
- 1948, Louisiana Story,  Robert J. Flaherty
- 1956, On the Bowery, Lionel Rogosin
- 1959, India: Matri Bhumi, Roberto Rossellini
- 1991, En het leven gaat door, Abbas Kiarostami
- 2005, Supervolcano, Tony Mitchell
- 2013, Closed Curtain, Jafar Panahi
- 2015, Taxi,  Jafar Panahi